# Laura Dekker

Tuyến đường vòng quanh thế giới một mình của Dekker

Laura Dekker (phát âm tiếng Hà Lan: [ˈlʌuraː ˈdɛkər]; sinh ngày 20 tháng 9 năm 1995) là một thủy thủ người Hà Lan sinh ra ở New Zealand. Năm 2009, cô tuyên bố kế hoạch trở thành người trẻ nhất đi vòng quanh thế giới bằng cách đi thuyền buồm một mình. Một tòa án Hà Lan đã can thiệp, do sự phản đối của chính quyền địa phương, và ngăn Dekker rời đi trong khi cùng cha mẹ cô quản thúc cô tại gia. Vào tháng 7 năm 2010, một tòa án gia đình của Hà Lan đã kết thúc thỏa thuận tạm giữ này và nỗ lực phá kỷ lục cuối cùng đã bắt đầu vào ngày 21 tháng 8 năm 2010. Dekker đã hoàn thành thành công đi vòng quanh thế giới bằng thuyền nhỏ có hai buồm 12,4 mét, đến vịnh Simpson, Sint Maarten, 518 ngày sau lúc cô 16 tuổi.

## Tiểu sử
Dekker sinh ở thành phố Whangarei, New Zealand, trong thời gian chuyến đi thuyền buồm kéo dài 7 năm của cha mẹ cô. Cha của cô, Dick Dekker, là người Hà Lan và mẹ cô, Babs Müller, là người Đức. Dekker có tư cách công dân New Zealand Đức và Hà Lan. Cha mẹ cô ly hôn năm 2001. Cô sống với bố sau khi chia tay bố mẹ, và em gái Kim đi về sống với mẹ. Cô kết hôn với Daniel Thielmann vào ngày 28 tháng 3 năm 2015 khi cô 19 tuổi. Năm 2017, cô ly dị Daniel Thielmann. Kể từ ngày 17 tháng 10 năm 2017, cô đã có mối quan hệ với Sander Vogelenzang. Năm 2018, cô sinh con trai Tim.
Dekker đã trải qua năm năm đầu tiên của cuộc đời trên biển và thường đi thuyền với cha sau khi gia đình trở về Hà Lan. Cô đã sở hữu một số thuyền, tất cả đều được đặt tên là Guppy. Đầu tiên là một chiếc Optimist mà cô nhận được vào sinh nhật lần thứ sáu của mình, và cô đã kịp thời học lái thuyền một mình, ban đầu được cha cô đi trên một ván buồm.
Sinh nhật lần thứ tám của cô (năm 2003), cô đã nhận được cuốn sách Maiden Voyage, hồi ký của Tania Aebi về chuyến đi vòng quanh thế giới của cô.
Vào mùa hè năm 2006, sau khi giúp cha cô tham gia cuộc đua thuyền 24 giờ trên chiếc Hurley 700 của một người bạn, cô đã nhận được sự cho phép của chủ thuyền để mượn nó để sử dụng cá nhân, để đổi lấy việc lau chùi và bảo trì. Đó chỉ là giới hạn 7 m dưới mức mà luật pháp Hà Lan áp đặt cho các thuyền trưởng dưới 16 tuổi. Đi thuyền thường xuyên, cô cũng đặt tên cho chiếc thuyền này là Guppy. Vào mùa hè năm 2007, cô đã đưa nó vào một chuyến đi thuyền 6 tuần đầy tham vọng hơn trên Biển Wadden, kèm theo chú chó Spot của cô.
Trong mùa đông tiếp theo, Dekker đã tìm kiếm chiếc Hurley 700 của riêng mình và mua một chiếc với khoản vay từ cha cô. Chiếc thuyền này cũng được đặt tên là Guppy, và cô đã dành toàn bộ kỳ nghỉ hè năm 2008 trên chiếc thuyền này, bay vòng quanh Hà Lan.